# ECR Award

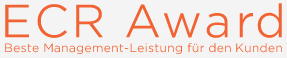

Der ECR Award, der Efficient Consumer Response Award mit der Apposition Beste Managementleistung für den Kunden, ist ein Management-Preis für den deutschen Einzelhandel. Er wird seit 2003 jährlich von GS1 Germany für unternehmens- und wettbewerbsübergreifende Kooperationsprojekte verliehen, die national oder international konzipiert sein können.
Gefördert werden soll die strategische Zusammenarbeit für bessere, schnellere und kostengünstigere Lösungen zur Erfüllung von Kundenbedürfnissen. Seit 2022 ist die Auszeichnung inhaltlich breiter aufgestellt und wird in den Kategorien Operational Excellence, Innovation Excellence und Sustainability Excellence vergeben.

## Auswahlkriterien
Folgende Kriterien charakterisieren die Leitidee der Preise:

### ECR Operational Excellence Award
- unternehmensübergreifendes Projekt (ein Händler oder Hersteller muss an der Kooperation beteiligt sein)
- Konzepte + Lösungen mit messbaren Optimierungseffekten (Effizienzsteigerung bei Prozessen, Kostenoptimierung, Umsatzwachstum, ökologische und soziale Nachhaltigkeit)
- Reife- bzw. Umsetzungsgrad: umgesetztes Projektergebnis, flächendeckender Rollout

### ECR Innovation Excellence Award
- unternehmensübergreifendes Projekt (ein Händler oder Hersteller muss an der Kooperation beteiligt sein)
- Konzepte + Lösungen mit stark innovativem Charakter für die ganze Branche und prognostizierbare, aus dem Pilot abgeleitete Optimierungseffekte
- Reife- bzw. Umsetzungsgrad: Pilot realisiert, Prototyp existiert

### ECR Sustainability Excellence Award
- mindestens 2 Unternehmen müssen kooperieren
- Möglichkeit der Skalierbarkeit, Projektinhalt muss auch für andere Unternehmen umsetzbar sein
- Zusätzlich muss mindestens eines der folgenden Kriterien erfüllt sein:
  - Nachweis- und quantifizierbare CO2-Einsparung
  - Nachweis- und quantifizierbare Ressourceneinsparung
  - Nachweisbarer Beitrag zum Schutz der Biodiversität
  - Nachweisbarer Beitrag zu Themen der sozialen Nachhaltigkeit

Die Kriterien nehmen Bezug auf die Ziele für nachhaltige Entwicklung (SDG) der Vereinten Nationen ein, für die Unternehmen, die sogenannte Schnelldreher (engl.: fast moving consumer goods, FMCG) produzieren, den größten Hebel haben. (Ziel 8 – Menschenwürdige Arbeit und Wirtschaftswachstum, Ziel 12 – Nachhaltiger Konsum und Produktion, Ziel 13 – Maßnahmen zum Klimaschutz, Ziel 14 – Leben unter Wasser, Ziel 15 – Leben an Land)
Speziell genannt werden folgende Aufgaben:
- Klima schützen: Wie können Mobilität, Transport und Energieversorgung im Handels- und Konsumgüterumfeld neu gedacht werden?
- Ressourceneffizienz erhöhen: Wie können Produkte, Dienstleistungen oder Verpackungen ressourceneffizient gestaltet und erbracht werden?
- Transparenz in Wertschöpfungsketten schaffen: Wie können nachhaltige Aktivitäten bei Lieferanten und Konsumenten durch vermehrte Transparenz und Kommunikation unterstützt werden?

## Preisträger
| Jahr | Preisträger | Grund der Verleihung |
| ---- | --- | --- |
| 2022 | Kategorie „Operational Excellence“: Beiersdorf, markant, dm-drogerie markt, Rossmann | Prognose der Warenbewegungen der Lieferanten und Händler zur Unterstützung gemeinsamer Prozesse                                                                |
| 2022 | Kategorie „Sustainability Excellence“: ALPLA Werke Alwin Lehner, Beiersdorf, BellandVision, dm-drogerie markt, Dirk Rossmann, Brauns-Heitmann, Bübchen Skincare, GLOBUS Markthallen Holding, GS1 Germany, Henkel, Intersero, Markant Deutschland, Procter & Gamble Service, Werner & Mertz           | Forum Rezyklat |
| 2022 | Kategorie „Innovation Excellence“: Bundesvereinigung für Logistik, dm-drogerie markt, Nestlé, GS1 Germany | Cloud4Log |
| 2021 | Kategorie „Operational Excellence“: Dr. Oetker, EDEKA, Henkel, Mondelez, Procter & Gamble, UnileverUnilever, Markant, Metro, Rewe Group | Artikelstammdaten Qualitätsoffensive – GS1 DQX |
| 2020 | nicht vergeben wg. COVID-19 | |
| 2019 | Kategorie „Operational Excellence“: Kaufland Dienstleistung, Eckes-Granini Deutschland, Spedition Meiberg, Spedition Glatzel, Shippeo SAS | Transportkooperation zur Erhöhung der Warenverfügbarkeit und gleichzeitiger Reduktion der CO2-Emission                                                         |
| 2019 | Kategorie „Operational Excellence“: Parfümerie Douglas, Skinmade, Dermatest, Fraunhofer-Institut für Produktionstechnik und Automatisierung | Vollindividualisierte Gesichtspflege – ein KI-basiertes Shopper Centricity Projekt                                                                             |
| 2018 | Kategorie „Operational Excellence“ Bünting-Gruppe, Nestlé Deutschland, Henkel Laundry & Home Care | EDI 100 % – Mit RECADV schließt sich die letzte Lücke im digitalen ORDER to Cash-Prozess                                                                       |
| 2018 | Kategorie „Operational Excellence“ REWE Markt, Maggi | So isst man heute: ein Rezept für eine effiziente on-/off Shopper Aktivierung                                                                                  |
| 2017 | Kategorie „Operational Excellence“: METRO Cash & Carry, Henkel | Steigerung der Konsumentenzufriedenheit durch strukturierte Supply Chain Collaboration zwischen Metro und Henkel                                               |
| 2017 | Kategorie „Operational Excellence“: REWE, Mondelez Deutschland, Hoffrogge | Big Data -> Big Business |
| 2016 | Kategorie „Operational Excellence“: real,- SB-Warenhaus, Mondelez Deutschland, CHEP Deutschland, PAYBACK | Promotion Tracking3 |
| 2016 | Kategorie „Operational Excellence“: EDEKA Hessenring, Jacobs Douwe Egberts DE | Category Management in der Kategorie Kaffee |
| 2015 | Kategorie „Operational Excellence“: Vion Convenience, Friki Döbeln, Euro Fine Fish, Erich Geiger, Artland Convenience, EDEKA Nordbayern, Netto Marken-Discount, Eurofresh, G & P Transport | Cross-Docking für 2°-Ware mit kürzestem Bestell-Lieferrhythmus (14 Std.)                                                                                       |
| 2015 | Kategorie „Operational Excellence“: REWE Group Buying, The Lorenz Bahlsen Snack-World | Kontinuität zahlt sich aus – seit 2008 mit salzigen Snacks auf der Überholspur!                                                                                |
| 2014 | Kategorie „Operational Excellence“: Werner & Mertz, REWE Group, Der Grüne Punkt – Duales System Deutschland, Alpla-Werke Alwin Lehner, UNISensor Sensorsysteme, NABU Naturschutzbund Deutschland | Recyclat Initiative |
| 2014 | Kategorie „Operational Excellence“: REWE Markt, Anheuser-Busch InBev, Coca-Cola, Hoffrogge Consulting | „Jeder Standort ist anders“ – Neuer Ansatz für Category Management Getränke: Ein nationales Konzept für den individuellen REWE-Markt von Ort umsetzbar gemacht |
| 2013 | Kategorie „Operational Excellence“: CHEP Deutschland GmbH, Fraunhofer-Institut für Materialfluss und Logistik IML, Mars Deutschland, REWE-Informations-System GmbH/Vertriebsschiene Penny | smaRTI (smart Reusable Transport Items) |
| 2013 | Kategorie „Operational Excellence“: Dirk Rossmann GmbH, Henkel Wasch- und Reinigungsmittel GmbH | Category Management und Shopper Marketing als Erfolgsfaktoren für 20 % Wachstum der Kategorie Wasch-, Putz- und Reinigungsmitteln bei Rossmann                 |
| 2012 | Kategorie „Operational Excellence“: Kraft Foods Deutschland GmbH, Lekkerland GmbH & Co. KG | Grenzen gemeinsam überwinden – Ein Win-for-four Modell |
| 2012 | Kategorie „Operational Excellence“: EDEKA Minden-Hannover, Schwarzkopf & Henkel, Henkel Wasch- und Reinigungsmittel, Bahlsen CFP Brands, Ferrero, The Lorenz Bahlsen Snack-World | Nachhaltige Implementierung partnerschaftlich entwickelter CM-Projekte insbesondere im selbstständigen Einzelhandel                                            |
| 2011 | Kategorie „Operational Excellence“: Sauer Modehandels GmbH, Triumph International AG | Entwicklung und Einführung des Triumph Partner Systems bei Mode-Centrum Sauer                                                                                  |
| 2011 | Kategorie „Operational Excellence“: Aral AG, Bitburger Braugruppe GmbH | Zwei Unternehmen – eine Mission: Nachhaltige Kundenorientierung in der regionalen Kleinfläche                                                                  |
| 2010 | Kategorie „Operational Excellence“: Soennecken eG, PRISMA Fachhandels AG, A.W. Faber-Castell Vertrieb GmbH, Alfred Sternjakob GmbH & Co. KG, Baier & Schneider GmbH & Co. KG, edding International GmbH, Esselte Leitz GmbH & Co. KG, Pelikan Vertriebsgesellschaft mbH & Co. KG + UHU GmbH & Co. KG | Category Management Kooperation – Eine Erfolgsstrategie für den PBS-Fachhandel (für Papier, Büroartikel und Schreibwaren)                                      |
| 2010 | Kategorie „Operational Excellence“: Gerry Weber Retail GmbH, Jakob Jost GmbH, Avery Dennison Central Europe GmbH, Deutsche Post DHL Solutions, Fiege Mega Center Ibbenbüren GmbH, Hellmann Worldwide Logistics GmbH & Co. KG, Meyer & Meyer Warehousing Service GmbH                                 | RFID für die textile Supply Chain |
| 2009 | Kategorie „Operational Excellence“: Bitburger Braugruppe GmbH + Coca-Cola Erfrischungsgetränke AG + Dohle Handelsgruppe Service GmbH & Co. KG, Gerolsteiner Brunnen GmbH & Co. KG | Mikro-Marketing für den Getränke Shopper – Individualisierung einer nationalen Warengruppe am POS                                                              |
| 2009 | Kategorie „Operational Excellence“: Danone GmbH, EDEKA Handelsgesellschaft Nordbayern-Sachsen-Thüringen mbH | Shopper Insights als Grundlage für ein optimiertes Regal und hohe Kundenzufriedenheit                                                                          |
| 2008 | Kategorie „Operational Excellence“: METRO GROUP, Coca-Cola Deutschland | Gemeinsame strategische Ausrichtung auf den Shopper als Basis für nachhaltige Wertschöpfung                                                                    |
| 2007 | Kategorie „Operational Excellence“: GLOBUS SB-Warenhaus Holding GmbH & Co. KG, DANONE GmbH | Continuous Replenishment Program / Vendor Managed Inventory |
| 2007 | Kategorie „Operational Excellence“: KARSTADT Warenhaus GmbH, Procter & Gamble Prestige Products GmbH | Category Management für Premiumwarengruppen |
| 2006 | Kategorie „Operational Excellence“: Parfümerie Douglas GmbH, L‘ORÉAL Luxusprodukte GmbH, Thiel FashionLifestyle GmbH & Co. KG | Zusammenarbeit mit Partnern bei der Umsetzung eines ganzheitlichen Ansatzes zur Supply Chain-Optimierung                                                       |
| 2006 | Kategorie „Operational Excellence“: dm-drogerie markt GmbH & Co. KG, Kao Brands Europe | Beispielhafte Zusammenarbeit im Customer Relationship Management in Kooperation mit einem Partner                                                              |
| 2005 | Kategorie „Operational Excellence“: ADEG Österreich Handelsaktiengesellschaft, UNILEVER Austria GmbH Ice Cream & Frozen Food | Verbesserung der Warenverfügbarkeit bei Tiefkühlkost in Kooperation mit einem Partner                                                                          |
| 2005 | Kategorie „Operational Excellence“: Aeroxon Insect Control GmbH, EDEKA Minden-Hannover IT-/ logistic service GmbH | Roll-out-Fähigkeit und Erfolgsdokumentation von ECR-Aktivitäten in Kooperation mit einem Partner                                                               |
| 2004 | Kategorie „Operational Excellence“: Barilla Wasa Deutschland GmbH, Logware Logistic Software | Erhöhung der Kundenbindung durch erfolgreiche Implementierung von CM mit regionalem Fokus                                                                      |
| 2004 | Kategorie „Operational Excellence“: ge-con GmbH & Co. KG, Getränke Pfeifer GmbH & Co. KG, Hassia Mineralquellen GmbH & Co. KG | Konsequente Verankerung der EAN- und ECR-Prozess-Standards in der mittelständischen Getränkewirtschaft                                                         |
| 2003 | Kategorie „Operational Excellence“: dm-drogerie markt GmbH + Co. KG + Nestlé Erzeugnisse GmbH | Der Prozess der Category Management Kooperation in der Kategorie Babynahrung am Beispiel dm-drogerie markt und Nestlé Erzeugnisse                              |